# Anastasios Andreou
Anastasios Andreou (griechisch Ἀναστάσιος Ἀνδρέου, * 1877 in Limassol, Zypern; † 15. Dezember 1947) war ein griechischer Sportler.
Anastasios Andreou nahm an den ersten Olympischen Sommerspielen vom 25. Märzjul. / 6. April 1896greg. bis zum 29. Märzjul. / 10. April 1896greg. in Athen teil. Er war Mitglied im griechischen Sportklub „GS Olimpia Lemessou“ und trat daher bei den Spielen offiziell für Griechenland an. Er schied am 26. Märzjul. / 7. April 1896greg. bei dem Ausscheidungsrennen für das 110-Meter-Hürdenlauffinale aus.